# Biserica de lemn din Curpenel

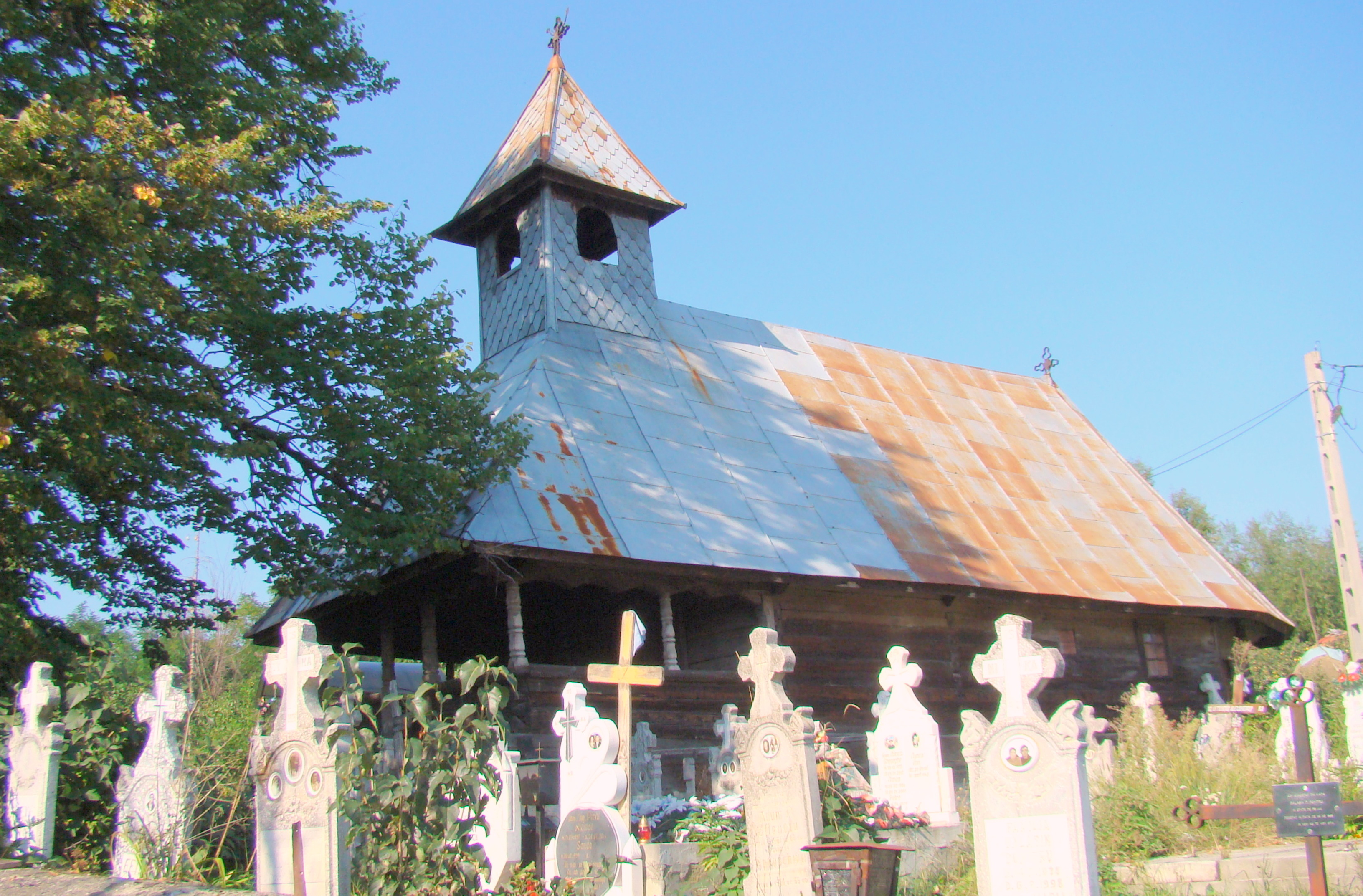
Biserica de lemn „Adormirea Maicii Domnului” din Curpenel, comuna Stănești, județul Gorj, foto: august 2015.

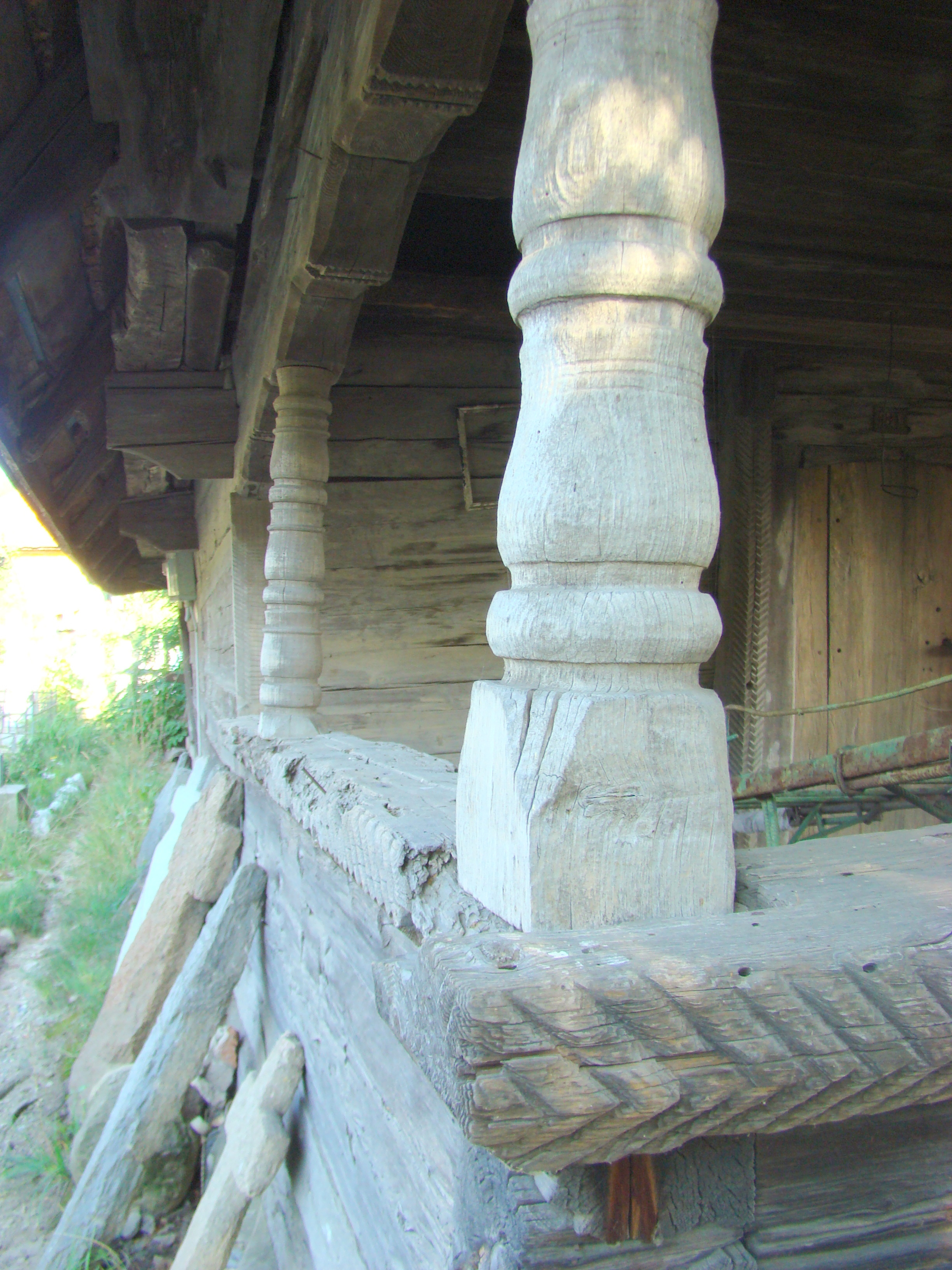
Stâlpi ornamentaţi la pridvor

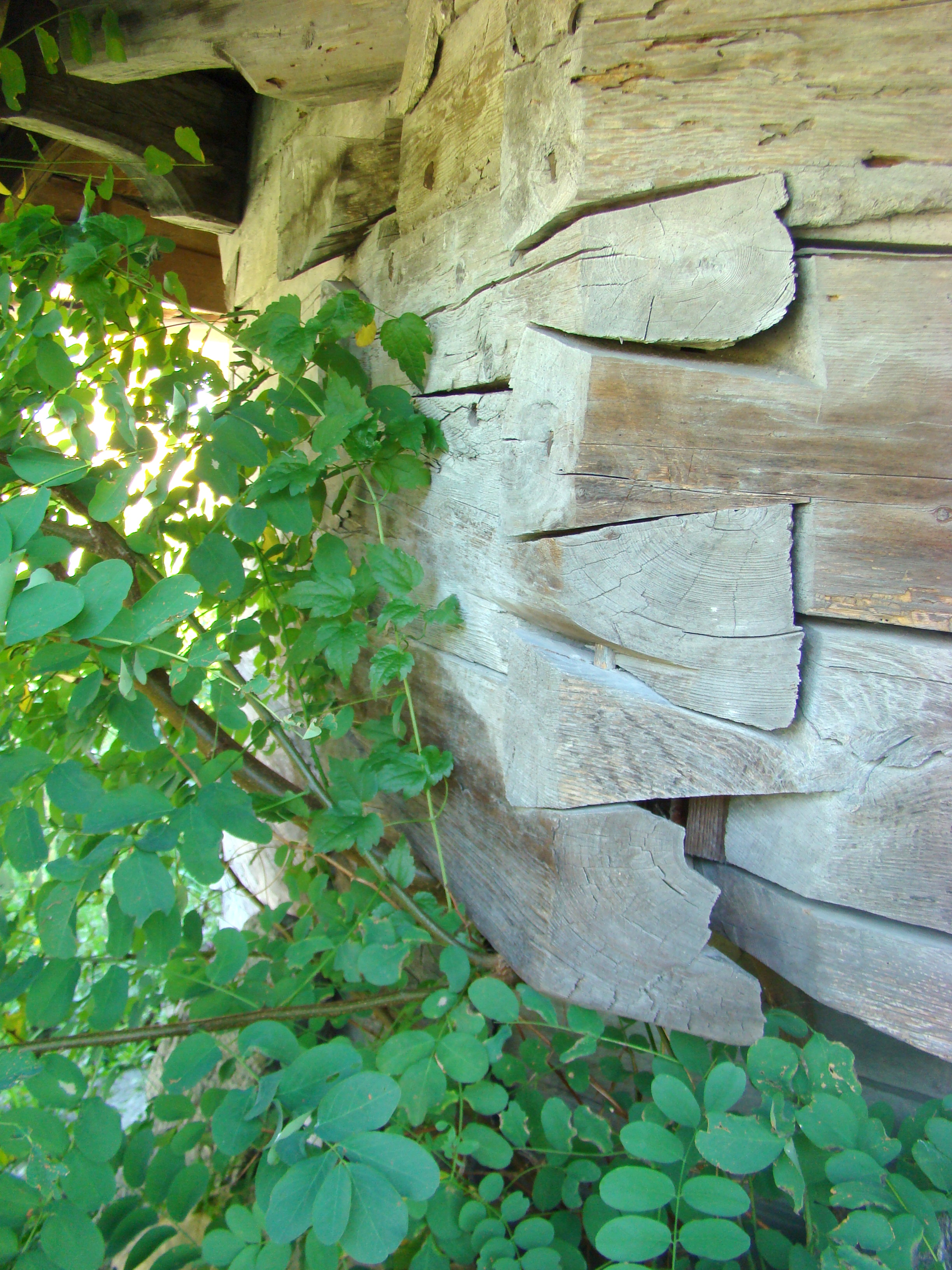
Îmbinări

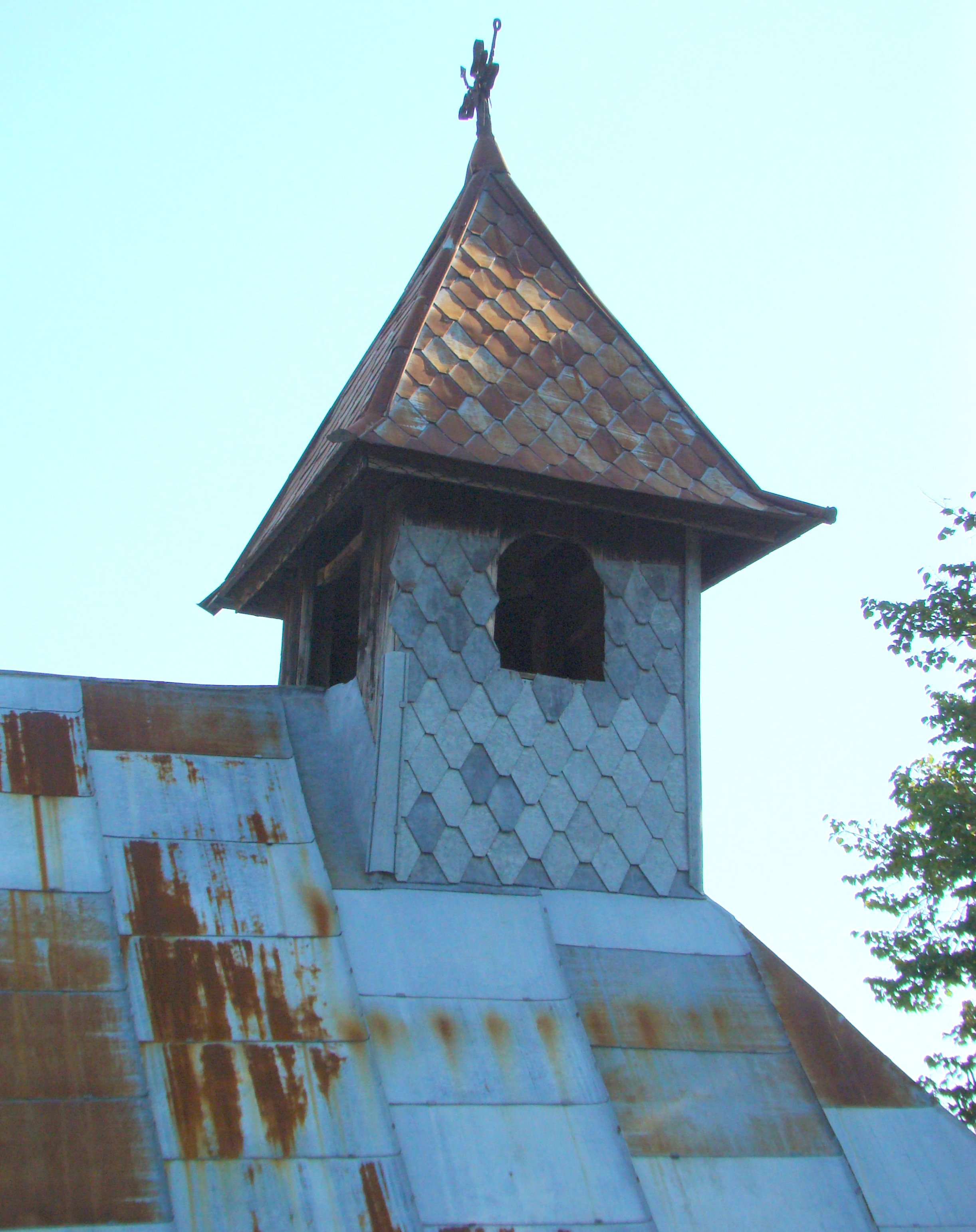
Clopotnița (vedere din lateral)

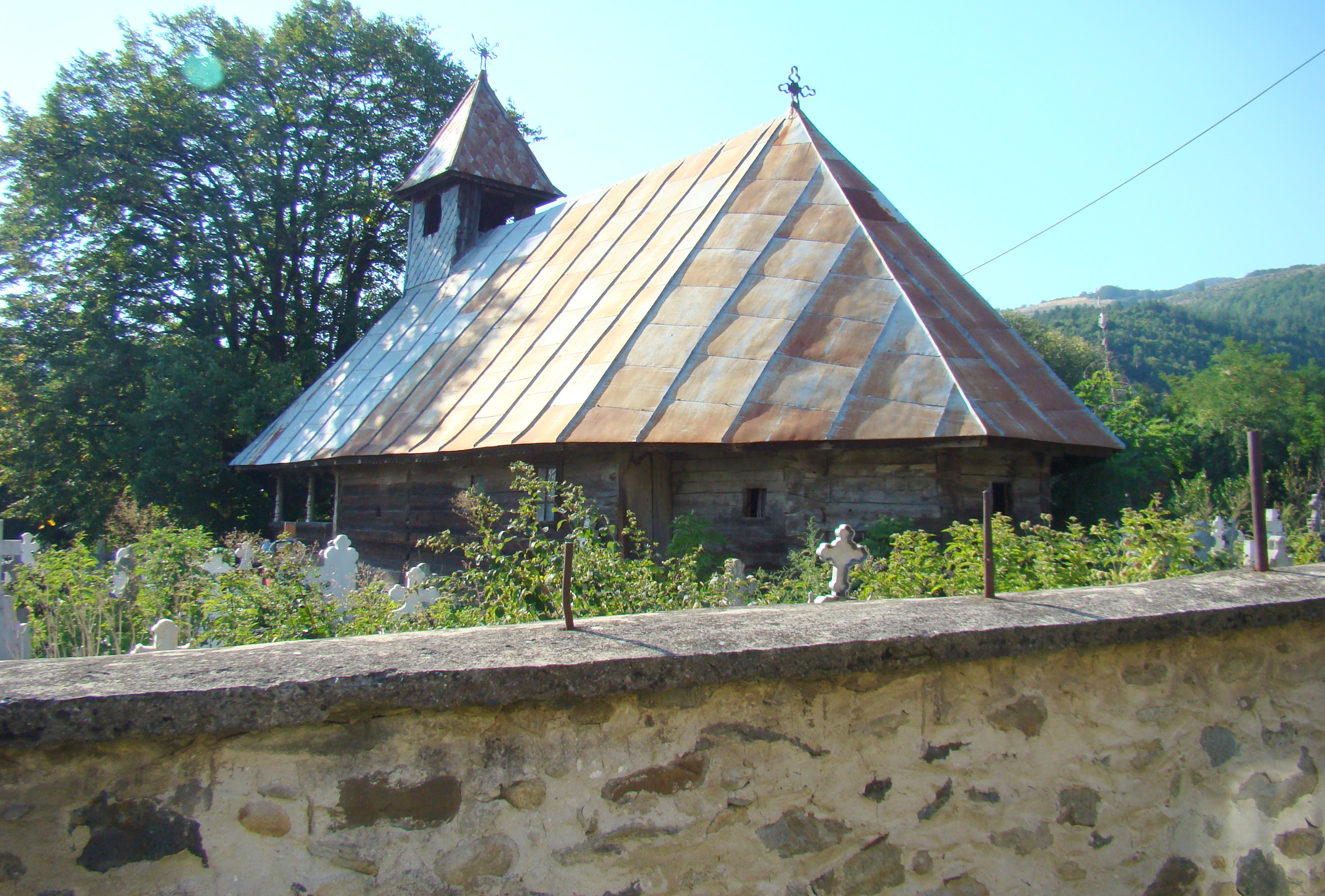
Biserica văzută din drum

Biserica de lemn din Curpenel, comuna Stănești, județul Gorj, datează din anul 1803. Are hramul „Adormirea Maicii Domnului” (15 august).

## Istoric și trăsături
Curpenel este un sat desființat, înglobat în prezent la localitatea Curpen. Biserica și-a păstrat amplasamentul originar, pe malul stâng al pârâului Șușița Verde. Conform catagrafiei de la 1840 biserica ar fi fost edificată în anul 1803, ctitori fiind Eftimie Vlădulescu, popa Alexandru, Lepădat Buligă, Alex.Eftimoiu, Sandu Eftimoiu. Data respectivă este contrazisă de sistemul constructiv, dar și de inscripția săpată la exterior, în lemnul pronaosului: „leat 7330 (1821-1822) să se știe de cându coperită biserica a doilea”. În acele vremi, răstimpul dintre șindriliri era de minim 50 de ani, astfel încât momentul înălțării poate fi coborât în anii '70 ai secolului al XVIII-lea. Tot pentru vechime pledează și prestolul din piatră, ce are săpată pe picior crucea Sfântului Andrei.
Pereții, de mici dimensiuni, înscriu o navă dreptunghiulară, cu absida decroșată, poligonală, cu cinci laturi. Pentru nișa proscomidiei, doar bârnele de mijloc ale peretelui nordic sunt retrase mai puțin decât celelalte, de jos și superioare. Se remarcă, ca și la biserica de lemn din Curpen, îmbinările iscusite în coadă de rândunică și consolele în trepte.
Elevația interiorului cuprinde o boltă în leagăn peste navă și intersecție de fâșii curbe peste altar. Clopotnița scundă de peste prispă a fost adăugată mai recent.
La interior tâmpla este compromisă, icoanele fiind într-o stare jalnică. Se mai păstrează poalele de icoane, căni cu flori, și ușile împărătești, cu Buna Vestire, în decor arhitectural. Pictura tâmplei poate fi atribuită diaconului Zamfir zugravul.
Din anul 1938 biserica nu mai servește cultului, fiind folosită doar ca și capelă de cimitir.

## Imagini din exterior

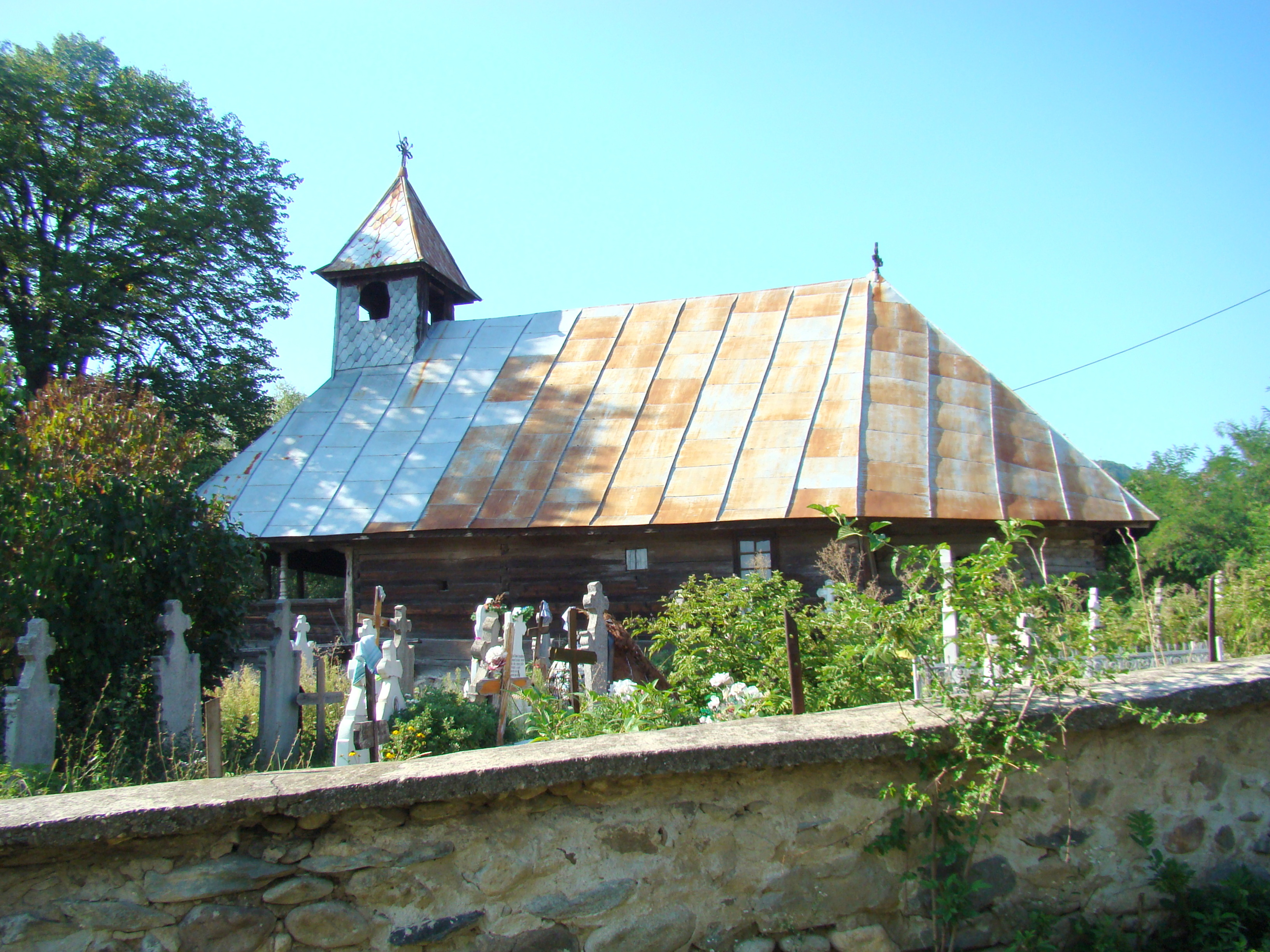
Biserica (sud-est)
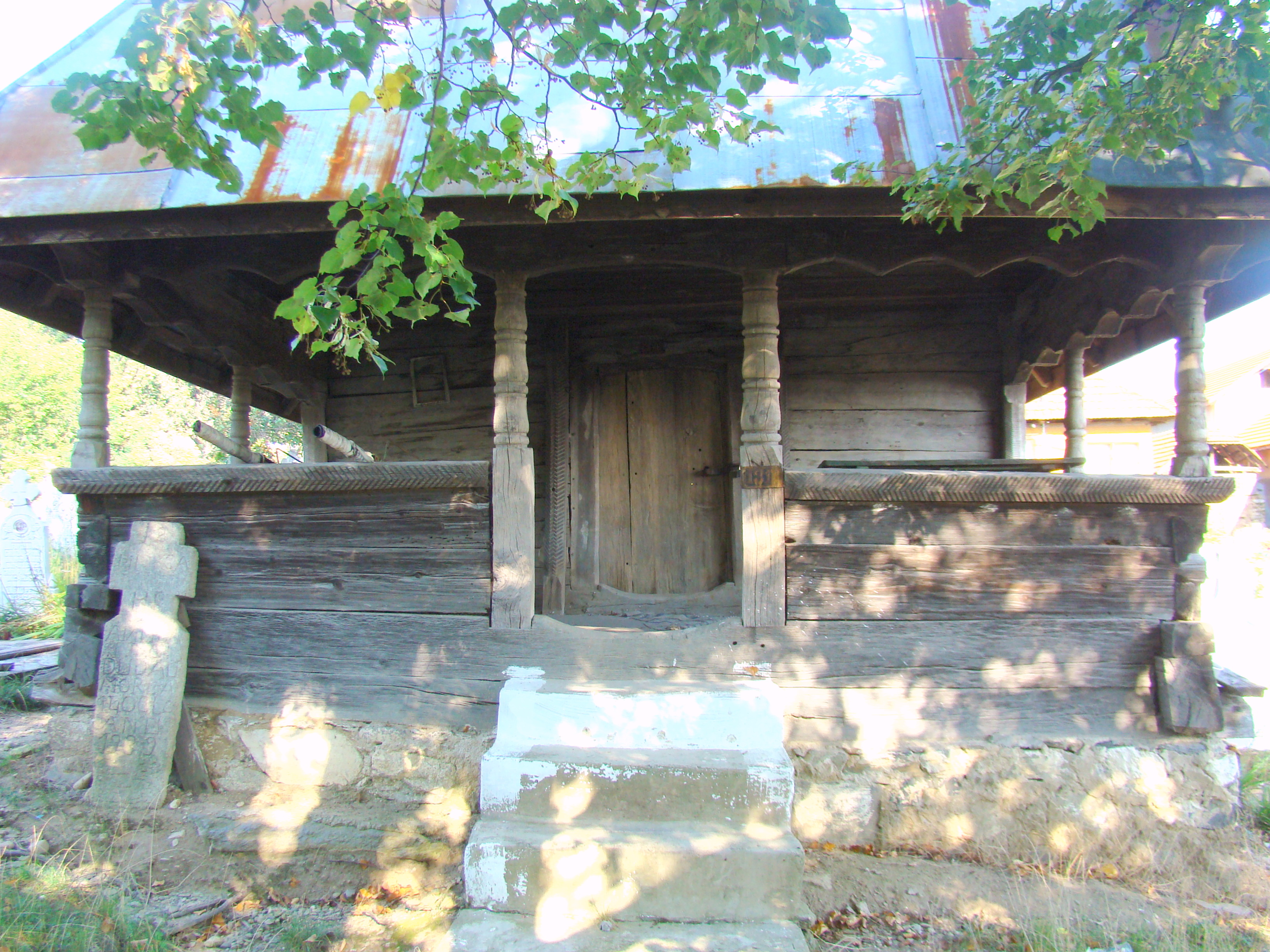
Pridvorul
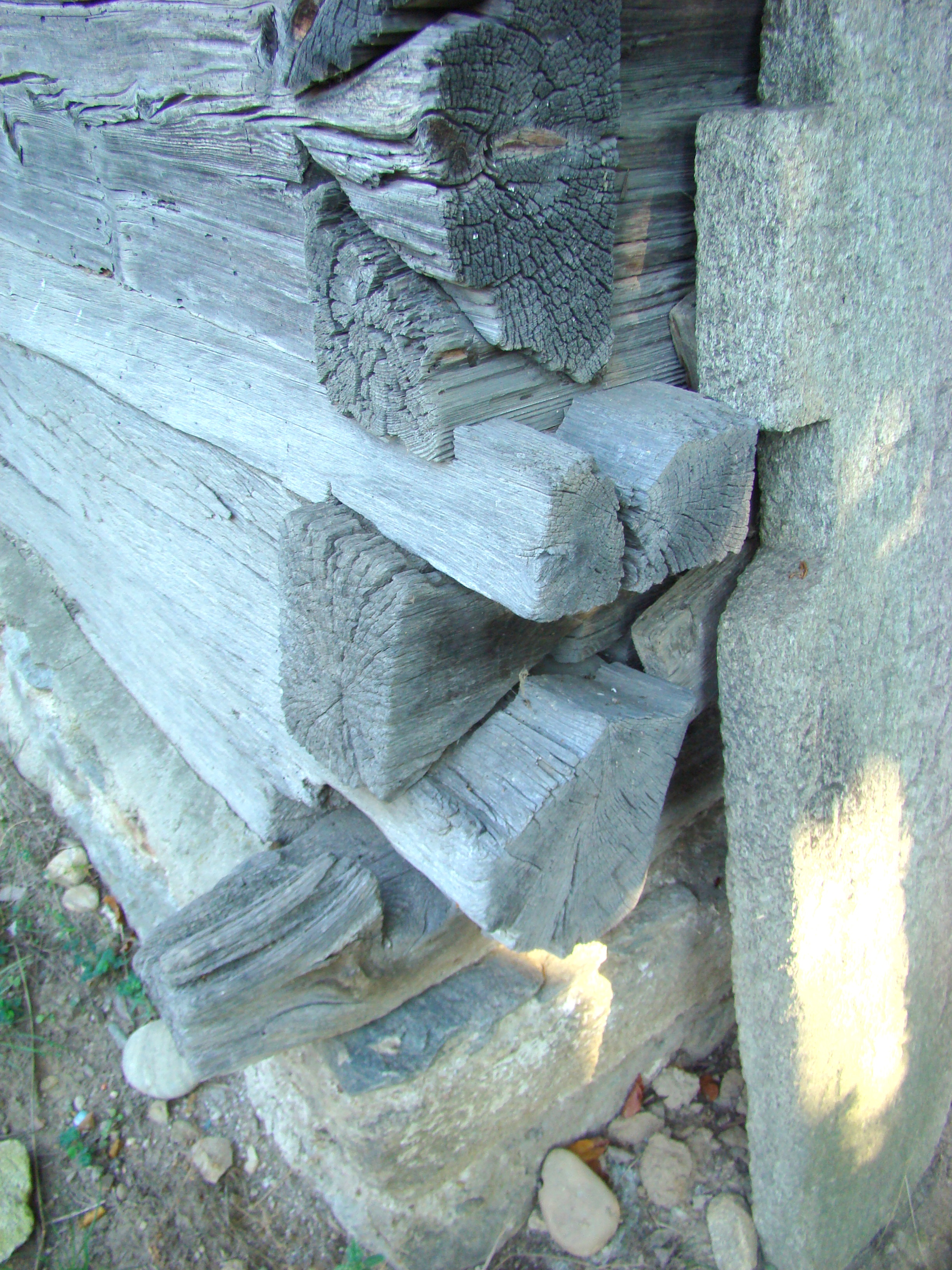
Îmbinări
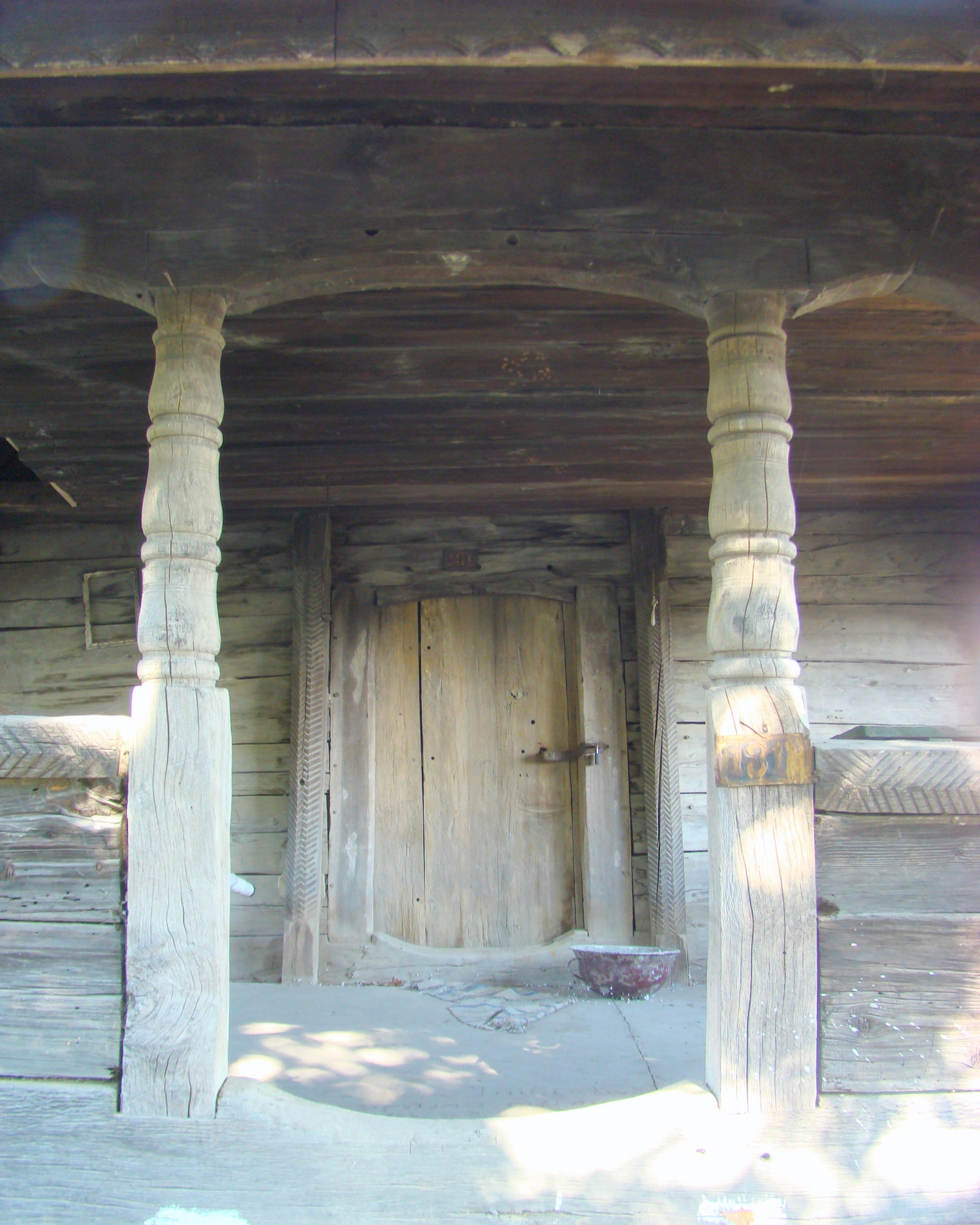
Baluştrii (stâlpi lucraţi la strung) care au înlocuit stâlpii sculptaţi
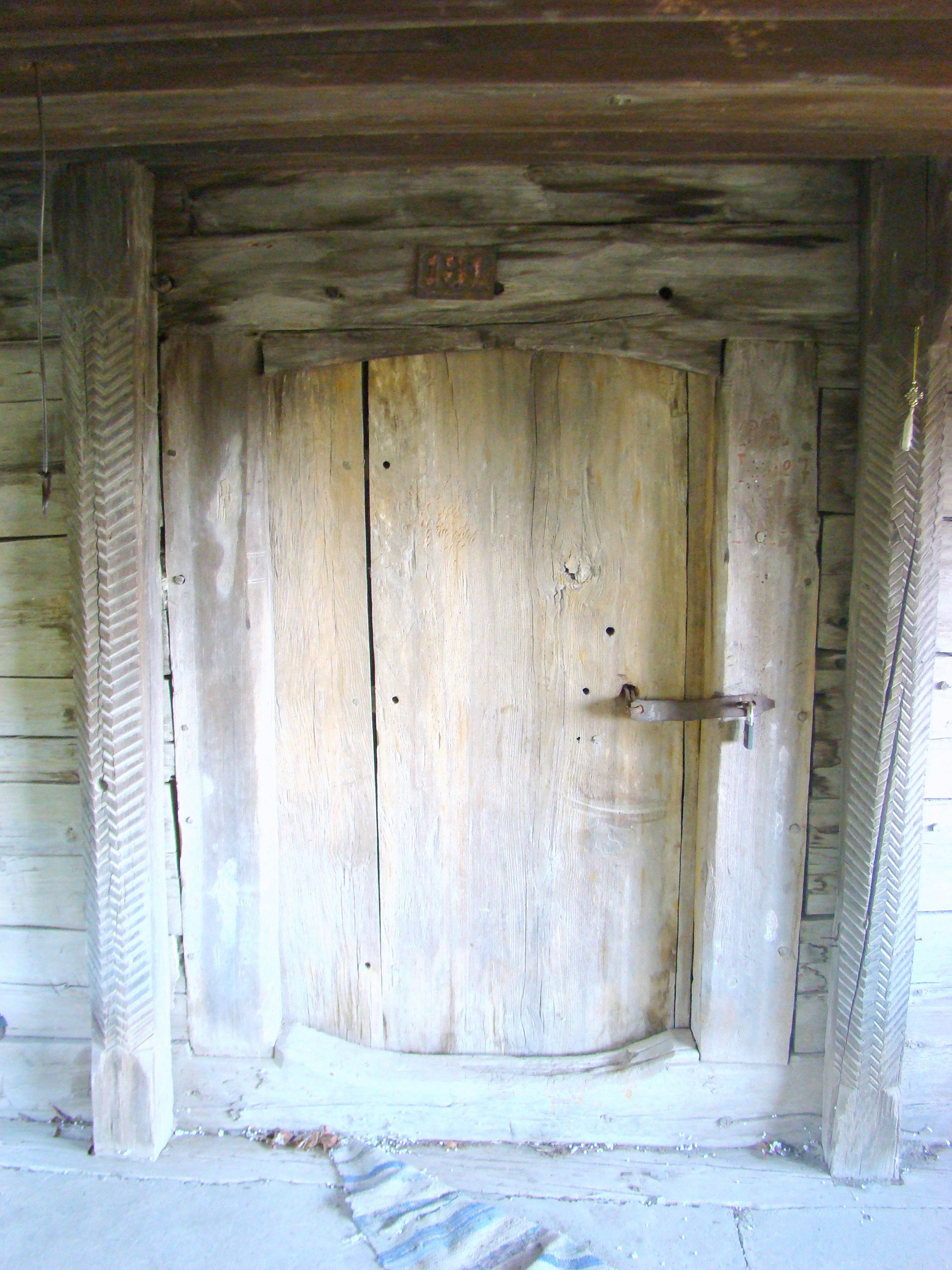
Ancadramentul intrării
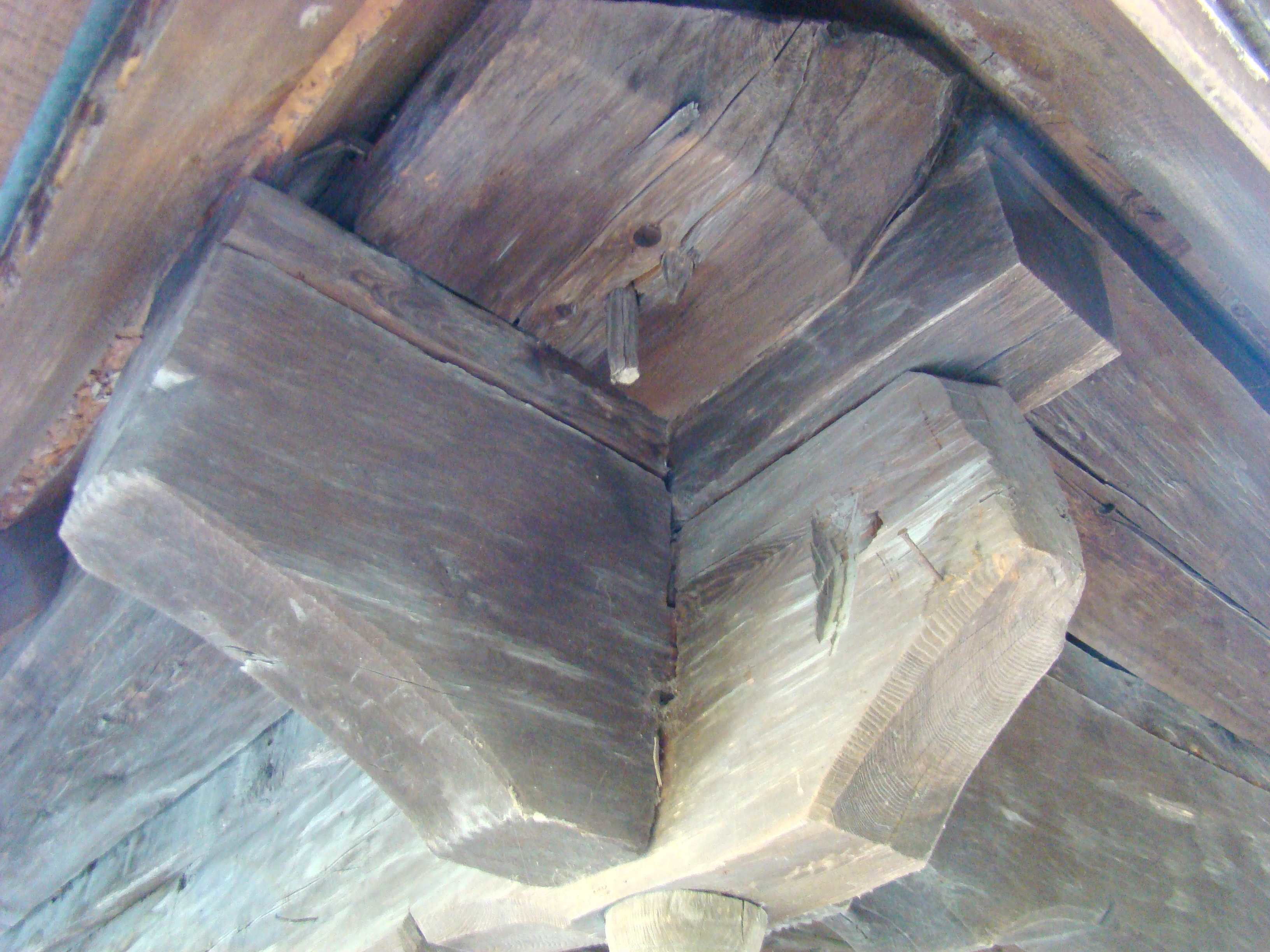
Console
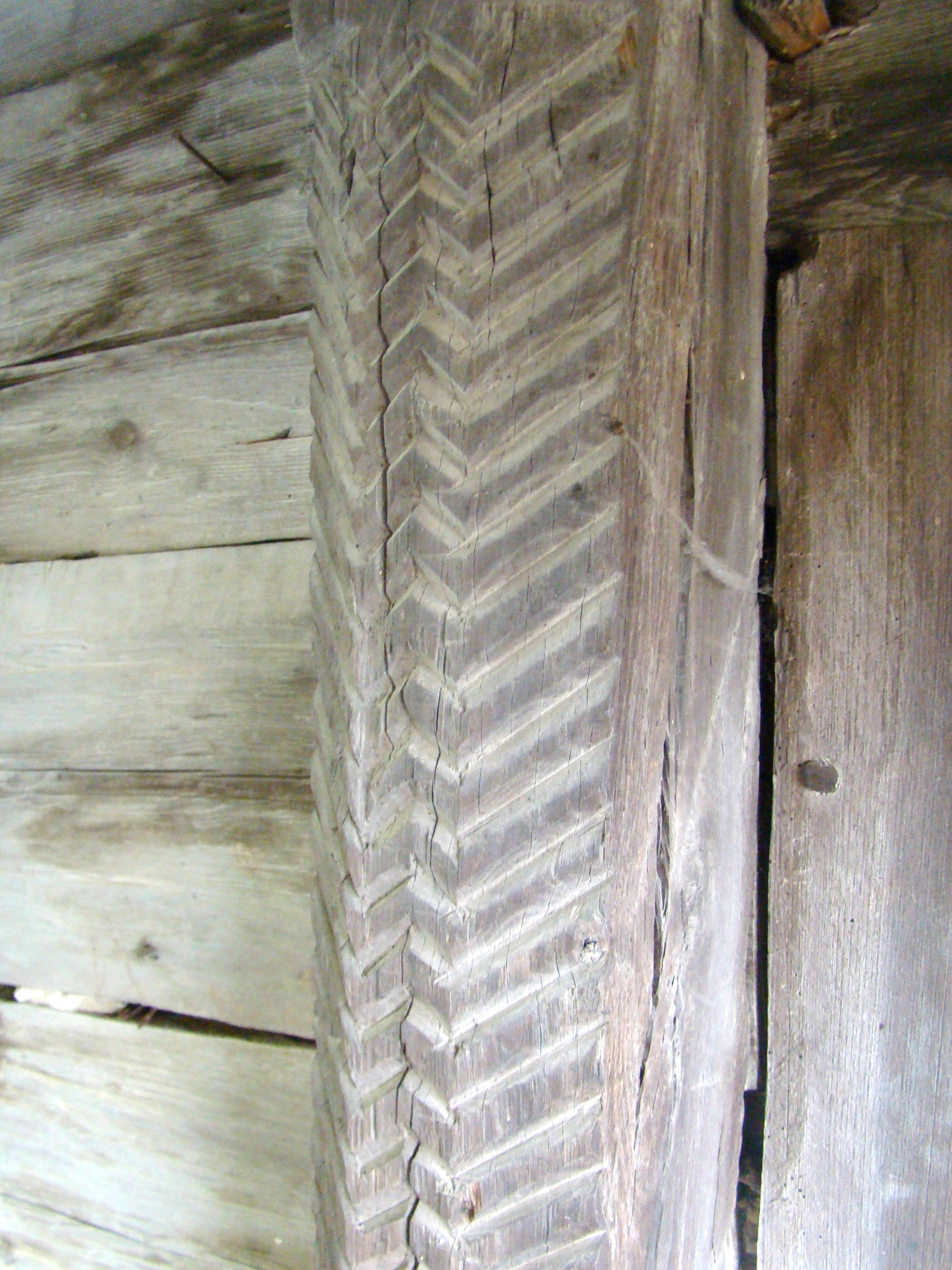
Portalul exterior (detaliu)
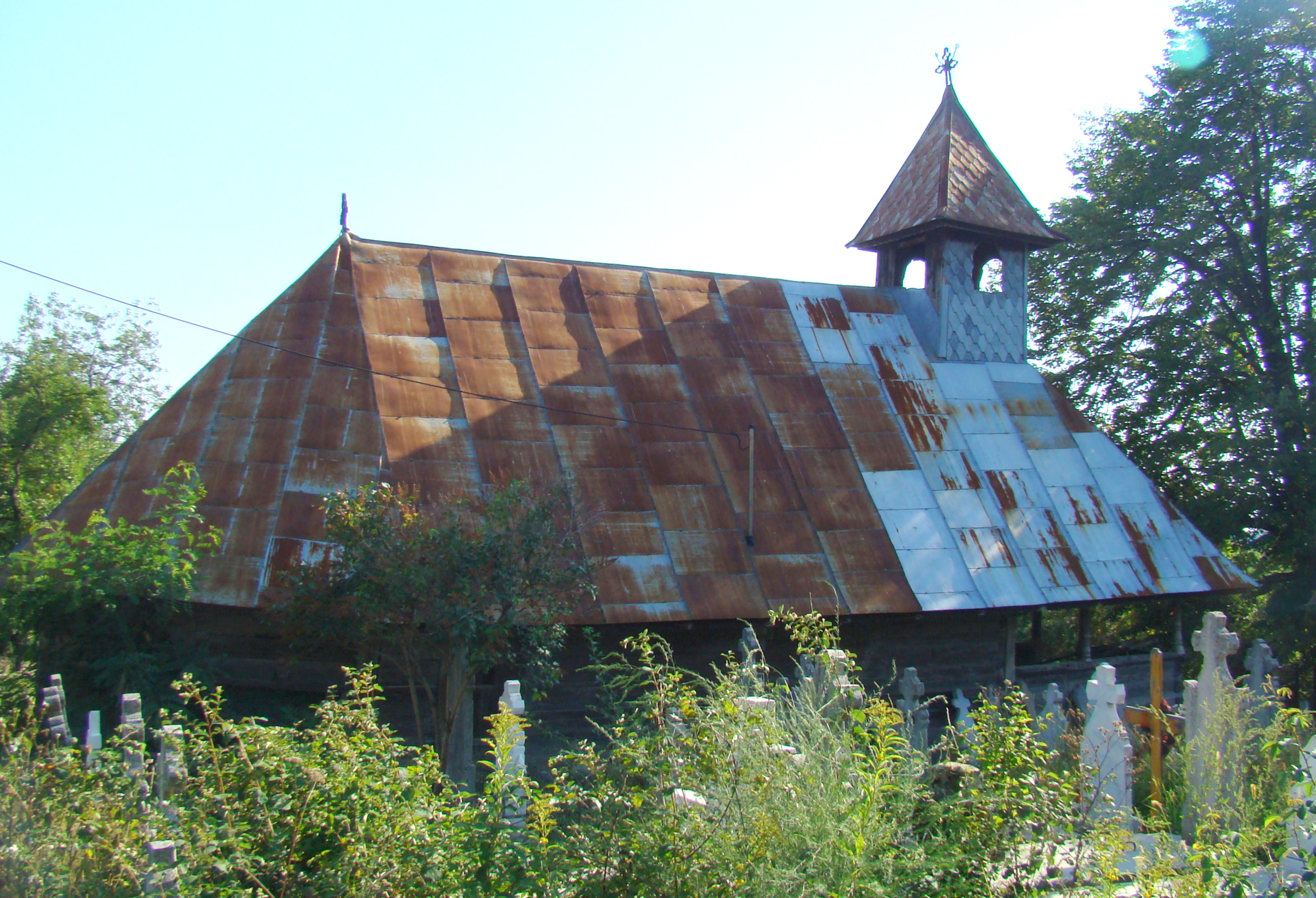
Biserica (nord)
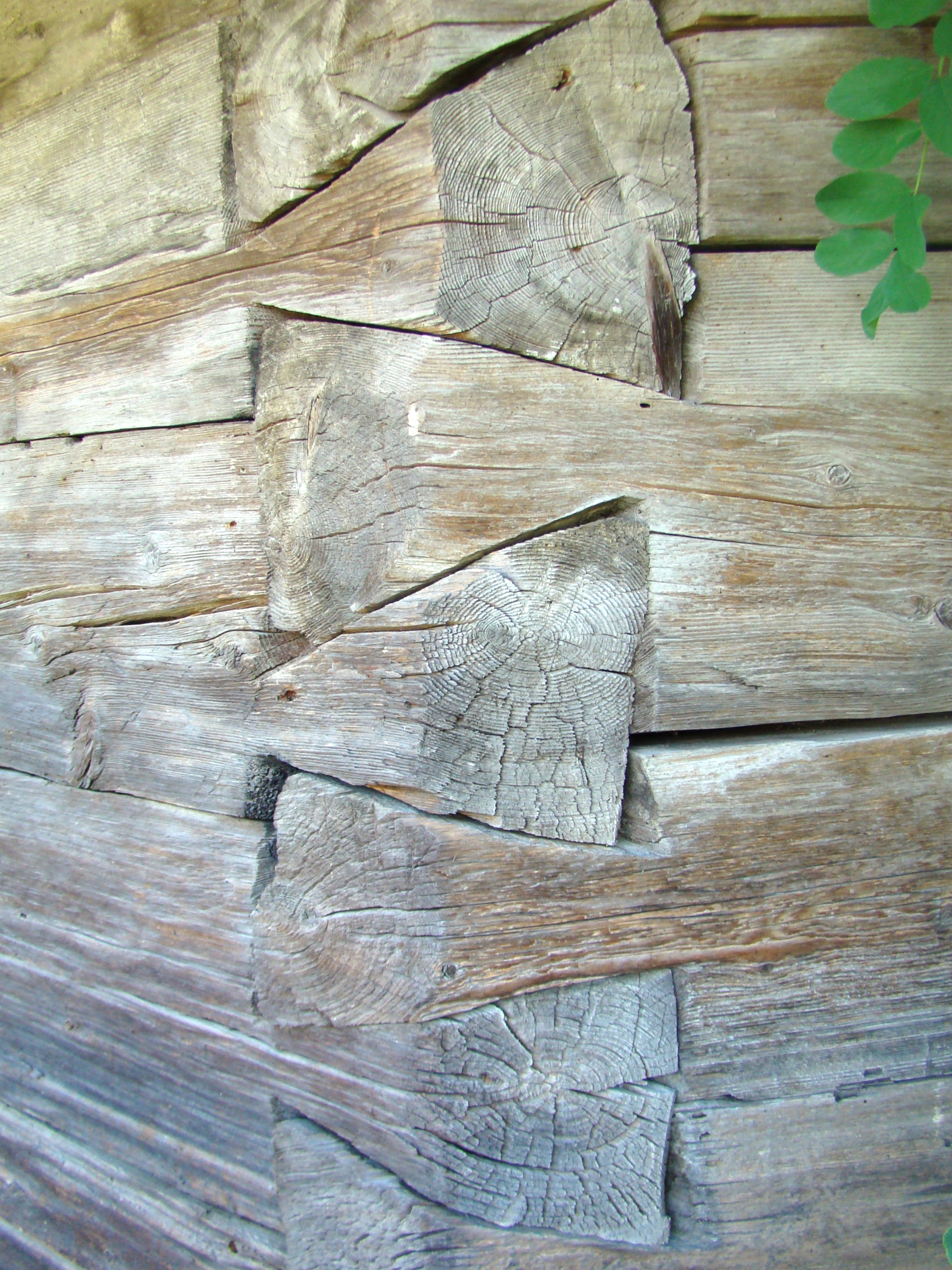
Îmbinări
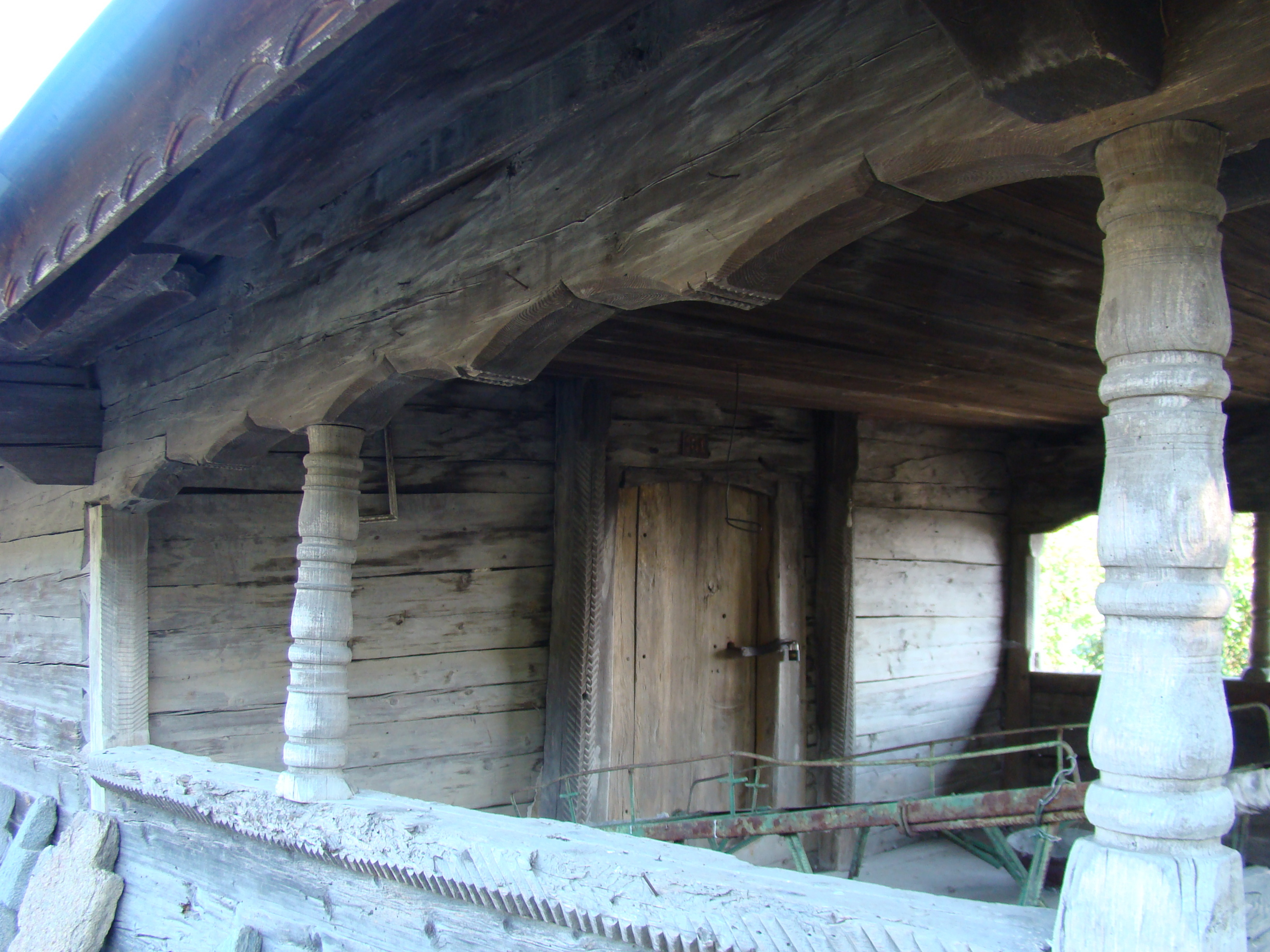
Baluştrii (stâlpi lucraţi la strung) care au înlocuit stâlpii sculptaţi
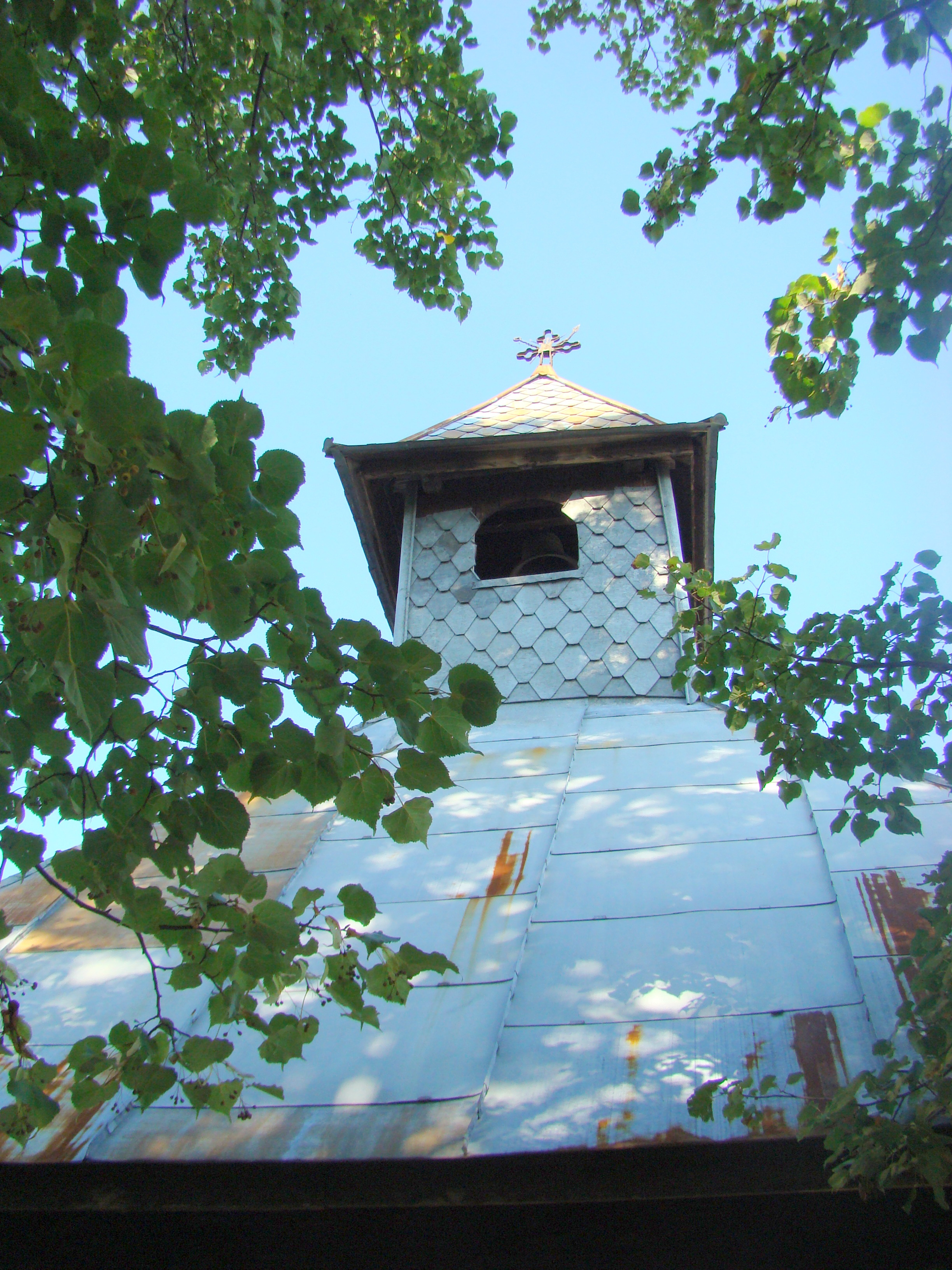
Turnul
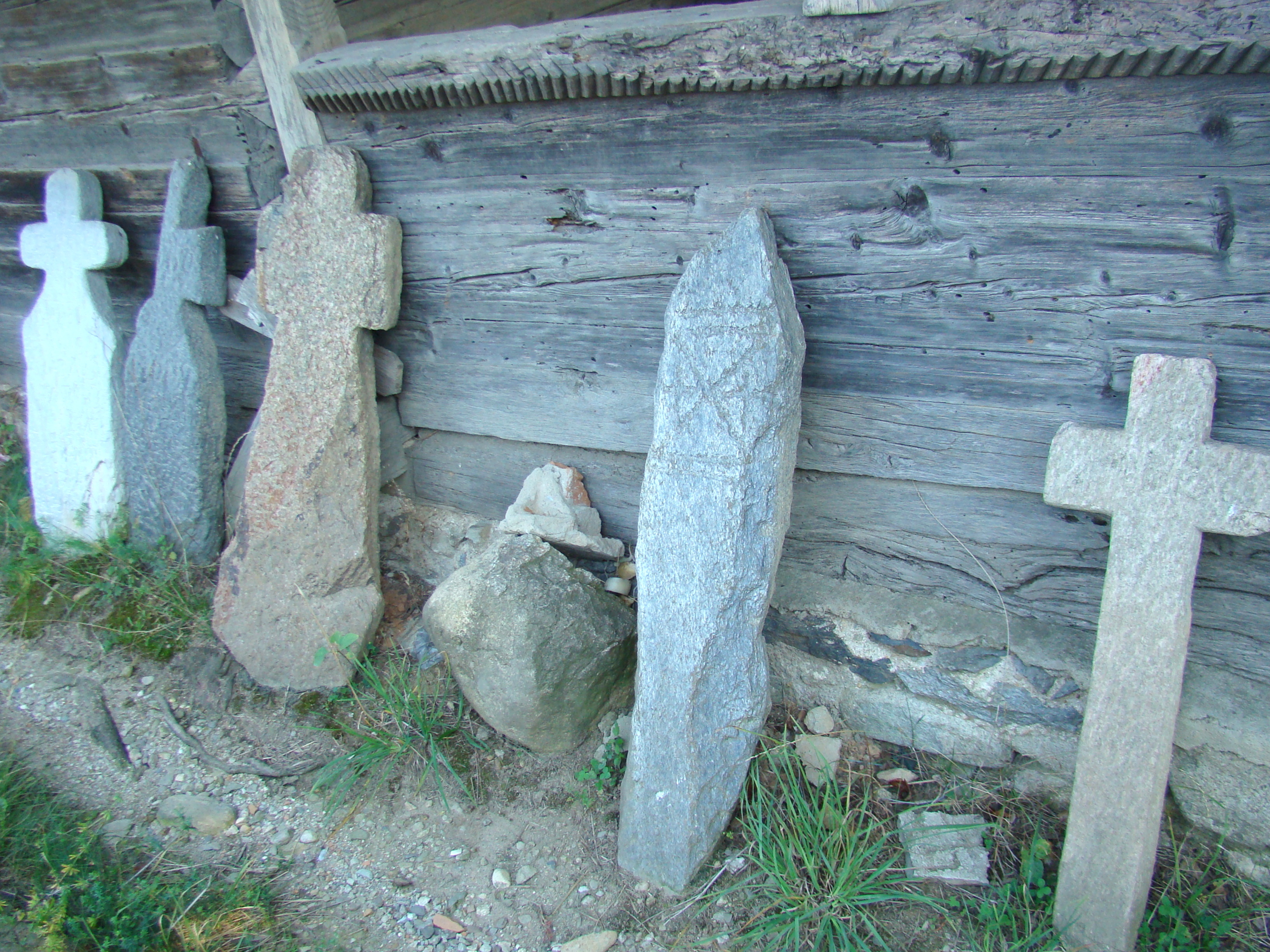